# Síndrome XXXYY
El Síndrome XXXYY también conocido como Síndrome 49,XXXYY es una condición genética extremedamente rara que se caracteriza por discapacidades intelectuales severas, dismorfismos faciales, estatura normal o alta, ginecomastia, hipogonadismo y problemas de conducta.

## Signos y síntomas
Los hombres con este síndrome tienen un hábito eunucoide asociada con distribución de grasa corporal ginecoide, estatura promedio o mayor al promedio, discapacidades intelectuales moderadas a severas, prominencia frontal, pliegues epicanticos, nariz ancha, prognatismo, hipogonadismo, criptorquidia, ginecomastia, anomalías de la genitalia, problemas con la conducta (e.g. introvertido pero agresivo, autismo, etc.), edad ósea baja, clinodactilia (principalmente la que afecta al dedo meñique), sinostosis radioulnar y retrasos en el desarrollo dental.

## Tratamiento
El tratamiento es utilizado principalmente en los síntomas, que pueden variar persona por persona con XXXYY.

## Causas
Esta condición es causada por una duplicación doble del cromosoma X y una duplicación del cromosoma Y, resultando en un fenotipo 49,XXXYY. Esto debido a una no-disyuncion que ocurre durante la división celular (XXXYY completo) o justo después de la concepción (XXXYY mosaico).

## Epidemiológia
Desde 1963, solo 7 casos han sido descritos en la literatura médica.